# Türkisch-Zyprischer Fußballpokal

Logo des zyperntürkischen Fußballverbandes KTFF

Der türkisch-zyprische Fußballpokal (türkisch Kıbrıs Kupası) ist der seit 1955 höchste Fußball-Pokalwettbewerb für Männerfußball-Vereinsmannschaften in der Türkischen Republik Nordzypern. Veranstaltet wird der Wettbewerb vom türkisch-zyprischen Fußballverband Kıbrıs Türk Futbol Federasyonu (KTFF). Der Pokal startete im selben Jahr wie die erste türkisch-zyprische Fußballliga Kuzey Kıbrıs Süper Ligi. Von der ersten Runde bis zu den Halbfinalspielen werden die Partien in Hin- und Rückspiel ausgetragen. Das Finale findet auf neutralem Platz statt und wird in einem Spiel entschieden.
Der derzeitige Pokalsieger 2024, Göçmenköy İdman Yurdu SK, gewann die Trophäe zum ersten Mal. Rekordgewinner des Wettbewerbs ist mit 17 Titeln Çetinkaya TSK.

## Die Endspiele im Überblick
| Jahr    | Sieger                                                      | Ergebnis                                                    | Finalist                                                    |
| ------- | ----------------------------------------------------------- | ----------------------------------------------------------- | ----------------------------------------------------------- |
| 1955/56 | Çetinkaya TSK                                               | 3:2                                                         | Doğan Türk Birliği                                          |
| 1956/57 | Çetinkaya TSK                                               | 4:3                                                         | Doğan Türk Birliği                                          |
| 1957/58 | Çetinkaya TSK                                               | 2:1                                                         | Yenicami Ağdelen                                            |
| 1958/59 | Çetinkaya TSK                                               | 6:0                                                         | Gençlik Gücü                                                |
| 1959/60 | Çetinkaya TSK                                               | 2:0                                                         | Gençlik Gücü                                                |
| 1960/61 | Mağusa Türk Gücü                                            | 2:1                                                         | Yenicami Ağdelen                                            |
| 1961/62 | Yenicami Ağdelen                                            | 5:2                                                         | Baf Ülkü Yurdu                                              |
| 1962/63 | Çetinkaya TSK                                               | 3:0                                                         | Küçük Kaymaklı TSK                                          |
| 1963–68 | nicht ausgetragen wegen der bürgerkriegsähnlichen Zustände  | nicht ausgetragen wegen der bürgerkriegsähnlichen Zustände  | nicht ausgetragen wegen der bürgerkriegsähnlichen Zustände  |
| 1968/69 | Çetinkaya TSK                                               | 3:1                                                         | Yenicami Ağdelen                                            |
| 1969/70 | Çetinkaya TSK                                               | 2:0                                                         | Yenicami Ağdelen                                            |
| 1970/71 | Gönyeli SK                                                  | 2:0                                                         | Gençlik Gücü                                                |
| 1971/72 | Lefke TSK                                                   | 4:0                                                         | Baf Ülkü Yurdu                                              |
| 1972/73 | Yenicami Ağdelen                                            | 4:1                                                         | Gönyeli SK                                                  |
| 1973/74 | Yenicami Ağdelen                                            | 1:0                                                         | Gönyeli SK                                                  |
| 1974–75 | nicht ausgetragen wegen der Operation Atilla                | nicht ausgetragen wegen der Operation Atilla                | nicht ausgetragen wegen der Operation Atilla                |
| 1975/76 | Çetinkaya TSK                                               | 3:1                                                         | Baf Ülkü Yurdu                                              |
| 1976/77 | Mağusa Türk Gücü                                            | 3:0                                                         | Gönyeli SK                                                  |
| 1977/78 | Doğan Türk Birliği SK                                       | 3:0                                                         | Yenicami Ağdelen                                            |
| 1978/79 | Mağusa Türk Gücü                                            | 2:0                                                         | Gönyeli SK                                                  |
| 1979/80 | Küçük Kaymaklı TSK                                          | 1:0                                                         | Mağusa Türk Gücü                                            |
| 1980/81 | Gençlik Gücü                                                | 4:1, 1:0                                                    | Yenicami Ağdelen                                            |
| 1981/82 | Türk Ocağı Limasol                                          | 1:0, 1:2                                                    | Küçük Kaymaklı TSK                                          |
| 1982/83 | Mağusa Türk Gücü                                            | 3:0, 1:2                                                    | Gönyeli SK                                                  |
| 1983/84 | Türk Ocağı Limasol                                          | 0:0, 2:0                                                    | Gönyeli SK                                                  |
| 1984/85 | Gönyeli SK                                                  | 1:2, 2:0                                                    | Doğan Türk Birliği SK                                       |
| 1985/86 | Küçük Kaymaklı TSK                                          | 1:1, 1:0                                                    | Mağusa Türk Gücü                                            |
| 1986/87 | Mağusa Türk Gücü                                            | 3:3, 2:0                                                    | Yalova SK                                                   |
| 1987/88 | Küçük Kaymaklı TSK                                          | 2:0, 2:1                                                    | Doğan Türk Birliği SK                                       |
| 1988/89 | Yenicami Ağdelen                                            | 0:0, 3:2                                                    | Doğan Türk Birliği SK                                       |
| 1989/90 | Türk Ocağı Limasol                                          | 1:0                                                         | Doğan Türk Birliği SK                                       |
| 1990/91 | Çetinkaya TSK                                               | 2:0                                                         | Küçük Kaymaklı TSK                                          |
| 1991/92 | Çetinkaya TSK                                               | 4:1                                                         | Binatlı Yılmaz SK                                           |
| 1992/93 | Çetinkaya TSK                                               | 3:2                                                         | Gençlik Gücü                                                |
| 1993/94 | Yalova SK                                                   | 1:0                                                         | Gaziveren SK                                                |
| 1994/95 | Gönyeli SK                                                  | 6:0                                                         | Girne Halk Evi                                              |
| 1995/96 | Çetinkaya TSK                                               | 4:0                                                         | Akıncılar SK                                                |
| 1996/97 | Küçük Kaymaklı TSK                                          | 3:0                                                         | Gönyeli SK                                                  |
| 1997/98 | Gönyeli SK                                                  | 3:1                                                         | Çetinkaya TSK                                               |
| 1998/99 | Çetinkaya TSK                                               | 4:2                                                         | Gönyeli SK                                                  |
| 1999/00 | Gönyeli SK                                                  | 5:2                                                         | Esentepe KKSK                                               |
| 2000/01 | Çetinkaya TSK                                               | 4:1                                                         | Küçük Kaymaklı TSK                                          |
| 2001/02 | Küçük Kaymaklı TSK                                          | 3:2                                                         | Gönyeli SK                                                  |
| 2002/03 | Yenicami Ağdelen                                            | 2:1                                                         | Mağusa Türk Gücü                                            |
| 2003/04 | Küçük Kaymaklı TSK                                          | 2:1                                                         | Yenicami Ağdelen                                            |
| 2004/05 | Binatlı Yıldırım SK                                         | 2:1                                                         | Gönyeli SK                                                  |
| 2005/06 | Çetinkaya TSK                                               | 4:0                                                         | Ozanköy SK                                                  |
| 2006/07 | Türk Ocağı Limasol                                          | 4:0                                                         | Tatlısu HOSK                                                |
| 2007/08 | Gönyeli SK                                                  | 5:1                                                         | Esentepe KKSK                                               |
| 2008/09 | Gönyeli SK                                                  | 3:0                                                         | Küçük Kaymaklı TSK                                          |
| 2009/10 | Gönyeli SK                                                  | 3:1                                                         | Bostancı Bağcıl SK                                          |
| 2010/11 | Çetinkaya TSK                                               | 3:0                                                         | Lefke TSK                                                   |
| 2011/12 | Doğan Türk Birliği SK                                       | 6:4                                                         | Küçük Kaymaklı TSK                                          |
| 2012/13 | Yenicami Ağdelen                                            | 2:0                                                         | Mağusa Türk Gücü                                            |
| 2013/14 | Lefke TSK                                                   | 3:1                                                         | Yenicami Ağdelen                                            |
| 2014/15 | Yenicami Ağdelen                                            | 4:2                                                         | Mormenekşe GB                                               |
| 2015/16 | Küçük Kaymaklı TSK                                          | 2:2 n. V.; 6:5 i. E.                                        | Yenicami Ağdelen                                            |
| 2016/17 | Türk Ocağı Limasol                                          | 1:0                                                         | Yalova SK                                                   |
| 2017/18 | Cihangir GSK                                                | 1:0                                                         | Mağusa Türk Gücü                                            |
| 2018/19 | Mağusa Türk Gücü                                            | 2:1                                                         | Yenicami Ağdelen                                            |
| 2019/20 | Yenicami Ağdelen                                            | 3:1                                                         | Mağusa Türk Gücü                                            |
| 2020/21 | nicht ausgetragen wegen der COVID-19-Pandemie in der Türkei | nicht ausgetragen wegen der COVID-19-Pandemie in der Türkei | nicht ausgetragen wegen der COVID-19-Pandemie in der Türkei |
| 2021/22 | Mağusa Türk Gücü                                            | 2:0                                                         | Doğan Türk Birliği SK                                       |
| 2022/23 | Türk Ocağı Limasol                                          | 3:3 n. V.; 5:3 i. E.                                        | Cihangir GSK                                                |
| 2023/24 | Göçmenköy İdman Yurdu SK                                    | 1:1 n. V.; 10:9 i. E.                                       | Mağusa Türk Gücü                                            |

### Rangliste der Sieger
| Verein                   | Siege | Jahr(e)                                                                                              |
| ------------------------ | ----- | --- |
| Çetinkaya TSK            | 17    | 1956, 1957, 1958, 1959, 1960, 1963, 1969, 1970, 1976, 1991, 1992, 1993, 1996, 1999, 2001, 2006, 2011 |
| Gönyeli SK               | 8     | 1971, 1985, 1995, 1998, 2000, 2008, 2009, 2010                                                       |
| Yenicami Ağdelen         | 8     | 1962, 1973, 1974, 1989, 2003, 2013, 2015, 2020                                                       |
| Küçük Kaymaklı TSK       | 7     | 1980, 1986, 1988, 1997, 2002, 2004, 2016                                                             |
| Mağusa Türk Gücü         | 7     | 1961, 1977, 1979, 1983, 1987, 2019, 2022                                                             |
| Türk Ocağı Limasol       | 6     | 1982, 1984, 1990, 2007, 2017, 2023                                                                   |
| Doğan Türk Birliği       | 2     | 1978, 2012                                                                                           |
| Lefke TSK                | 2     | 1972, 2014                                                                                           |
| Cihangir GSK             | 1     | 2018                                                                                                 |
| Binatlı Yılmaz SK        | 1     | 2005                                                                                                 |
| Yalova SK                | 1     | 1994                                                                                                 |
| Gençlik Gücü             | 1     | 1981                                                                                                 |
| Göçmenköy İdman Yurdu SK | 1     | 2024                                                                                                 |